# Jarosław Kostrubiec
Jarosław Kostrubiec (ur. 1976) – polski prawnik, nauczyciel akademicki, doktor habilitowany nauk prawnych, profesor Uniwersytetu Marii Curie-Skłodowskiej w Lublinie. Od 2024 dziekan Wydziału Prawa i Administracji UMCS.

## Życiorys
Studia na Wydziale Prawa i Administracji UMCS w Lublinie ukończył w 2000. Podczas studiów, w roku akademickim 1999/2000 pełnił funkcję prezesa Studenckiego Koła Naukowego Prawników UMCS. W 2005 uzyskał stopień doktora nauk prawnych na podstawie rozprawy Georga Jellinka ogólna nauka o państwie. Promotorem rozprawy był prof. dr hab. Lech Dubel. Habilitował się w 2019 na podstawie pracy Administracja ogólna w myśli prawniczej Drugiej Rzeczpospolitej. W 2022 książka ta została wyróżniona przez Lubelskie Towarzystwo Naukowe Societas Scientiarum Lublinensis.
Jest autorem publikacji dotyczących idei państwa prawnego, doktrynalnych i dogmatycznych aspektów organizacji oraz funkcjonowania administracji publicznej, historii administracji i myśli administracyjnej, a także prawa szkolnictwa wyższego oraz prawnych aspektów cyberbezpieczeństwa i sztucznej inteligencji.
Zatrudniony na Wydziale Prawa i Administracji UMCS, w Katedrze Doktryn Polityczno-Prawnych i Prawa Rzymskiego. W latach 2019–2024 sprawował funkcję prodziekana Wydziału Prawa i Administracji UMCS, zaś od 2024 pełni funkcję dziekana. Jest członkiem Komitetu Nauk Prawnych Polskiej Akadmii Nauk, a także ekspertem Polskiej Komisji Akredytacyjnej w dyscyplinie nauki prawne. 
Stypendysta Deutscher Akademischer Austauschdienst (DAAD) w Niemczech w Katedrze Prawa Publicznego, Ogólnej Nauki o Państwie i Filozofii Prawa Wydziału Prawa Uniwersytetu Karola Ruprechta w Heidelbergu (2005/2006). Uczestnik seminariów (2005) w Instytucie Historii Prawa i Teorii Prawa Maxa Plancka we Frankfurcie nad Menem. Członek Stowarzyszenia Stypendystów DAAD i Polskiego Towarzystwa Myśli Politycznej. Członek Lubelskiego Towarzystwa Naukowego i Stowarzyszenia Naukowego Pro Scientia Iuridica. Uczestnik międzynarodowych projektów badawczych, w tym Europejskiego Programu Współpracy w Dziedzinie Badań Naukowo-Technicznych (COST). 
Jest zastępcą redaktora naczelnego czasopisma Lex localis – Journal of Local Self-Government i członkiem redakcji Juridical Tribune – Tribuna Juridica. Pełni funkcję redaktora zarządzającego czasopisma naukowego Studia Iuridica Lublinesia, redaktora naczelnego Ars Iuridica oraz czasopisma Okręgowej Izby Radców Prawnych w Lublinie – Prawnik. Jest zastępcą redaktora naczelnego czasopisma Studia Społeczne.

## Wybrane publikacje
- J. Kostrubiec, Nauka o państwie w myśli Georga Jellinka, Wydawnictwo UMCS, Lublin 2015.
- J. Kostrubiec, Administracja ogólna w myśli prawniczej Drugiej Rzeczypospolitej, Wydawnictwo Difin, Warszawa 2019.
- M. Bożek, M. Czuryk, M. Karpiuk, J. Kostrubiec, Służby specjalne w strukturze władz publicznych. Zagadnienia prawnoustrojowe, Wydawnictwo Wolters Kluwer, Warszawa 2014.
- J. Kostrubiec, Sztuczna inteligencja a prawa i wolności człowieka, Wydawnictwo Instytutu Wymiaru Sprawiedliwości, Warszawa 2021.
- K. Chałubińska-Jentkiewicz, M. Karpiuk, J. Kostrubiec, The Legal Status of Public Entities in the Field of Cybersecurity in Poland, Institute for Local Self-Government Maribor (Lex Localis Press), Maribor 2021.